# Twin Freaks
Twin Freaks — альбом Пола Маккартни, созданный им в сотрудничестве с диск-жокеем и продюсером Freelance Hellraiser (Рой Керр; англ. Roy Kerr). В альбом вошли ремиксы на песни Маккартни. Выпущен 14 июня 2005 лейблом Parlophone как двойной виниловый LP-альбом; на CD не выпускался. Альбом преподносился как создание некоего одноимённого дуэта Twin Freaks.

## Об альбоме
Маккартни и Рой Керр создали двойной виниловый альбом как продолжение их сотрудничества, когда Керр принимал участие в туре Маккартни в 2004, играя на «разогреве» получасовой сет ремиксов из музыкальных тем Маккартни, часто в необычной или трудно распознаваемой модификации; основные идеи этого сета легли в основу альбома. Ранее в 2002 Керр выпустил мэшап-альбом A Stroke of Genius.
В процессе работы все выбранные для альбома треки Маккартни были переконструированы и заметно переделаны. Неясно, кто из двоих партнёров несёт ответственность за те или иные аспекты совместной работы.
Альбом был спродюсирован и выпущен как двойной виниловый LP-альбом, а также как пакет файлов для загрузки через Интернет в формате Windows Media Audio (WMA).
Обложка и оформление внутреннего разворота альбома сделано с использованием рисунков Маккартни, похожих по цветовой гамме и стилю на работы художника Виллема де Кунинга. Маккартни был некогда знаком с этим покойным к тому времени художником, с которым у Маккартни был схожий стиль рисования.
6 июня 2005 был также ограниченным тиражом выпущен односторонний 12-дюймовый виниловый сингл с треками «Really Love You» и «Lalula».
24 апреля 2012 альбом был переиздан для iTunes Store и Amazon MP3 как пакет файлов для загрузки через Интернет в формате MP3.

## Список композиций
Слова и музыка всех песен Пол Маккартни, кроме указанных особо.
| №  | Название                     | Автор(ы)                       | Примечание | Длительность |
| -- | ---------------------------- | ------------------------------ | --- | ------------ |
| 1. | «Really Love You»            | Пол Маккартни, Ричард Старки   | С альбома Flaming Pie. Ударные из "What's That You're Doing".                                                  | 5:42         |
| 2. | «Long Haired Lady (Reprise)» | Пол Маккартни, Линда Маккартни | С альбома Ram. Гитарная партия из песни "Oo You".                                                              | 4:50         |
| 3. | «Rinse the Raindrops»        |                                | С альбома Driving Rain.                                                                                        | 3:14         |
| 4. | «Darkroom»                   |                                | С альбома McCartney II.                                                                                        | 2:30         |
| 5. | «Live and Let Die»           | Пол Маккартни, Линда Маккартни | Впервые данная композиция вышла на сингле "Live And Let Die". Партии гитар взяты из трека "Goodnight Тonight". | 3:26         |
| 6. | «Temporary Secretary»        |                                | С альбома McCartney II.                                                                                        | 4:12         |

| №  | Название                   | Автор(ы)                       | Примечание | Длительность |
| -- | -------------------------- | ------------------------------ | --- | ------------ |
| 1. | «What’s that You’re Doing» | Пол Маккартни, Стиви Уандер    | С альбома Tug of War. Фрагменты "Old Siam Sir". | 4:57         |
| 2. | «Oh Woman, Oh Why»         |                                | Композиция первоначально была выпущена на B-стороне сингла "Another Day". Сюда включены вокал из "Venus and Mars", партии гитары из "Band On The Run" и басовые линии из "Loup (1st Indian On The Moon)". | 4:19         |
| 3. | «Mumbo»                    | Пол Маккартни, Линда Маккартни | С альбома Wild Life. Бас и ритм-секция из "Front Рarlour" с альбома McCartney II. | 5:24         |
| 4. | «Lalula»                   |                                | Новая композиция. Гитарные партии из "Oh Woman Oh Why" и ведущий рифф из "Old Siam Sir". | 4:25         |
| 5. | «Coming Up»                |                                | С альбома McCartney II, включает музыкальные фрагменты "Morse Moose And The Grey Goose". | 4:42         |
| 6. | «Maybe I'm Amazed»         |                                | С альбома McCartney. | 6:12         |